# فرناروس
فرناروس (به لاتین: Frenaros) یک منطقهٔ مسکونی در قبرس است که در ناحیه فاماگوستا واقع شده‌است. فرناروس ۴٬۲۹۸ نفر جمعیت دارد.